# لورنس غولدستاين
لورنس غولدستاين (بالإنجليزية: Laurence Goldstein)‏ هو شاعر أمريكي، ولد في 1943.